# Antônio Lima dos Santos
Antônio Lima dos Santos   (São Sebastião do Paraíso, 18 de gener de 1942 - 3 de febrer de 2025) va ser un futbolista brasiler. Va formar part de l'equip brasiler a la Copa del Món de 1966.